# 夏桂成
夏桂成（1931年—）、男，江苏江阴人，中国中医妇科学家，江苏省中医院妇科主任医师，第二届国医大师，创立了“中医妇科调周理论体系”。